# Ritual de lo habitual
Az 1990-es Ritual de lo habitual a Jane’s Addiction második nagylemeze. EZ volt utolsó albumuk az 1991-es, legelső felbomlásuk előtt. Az Egyesült Államokban dupla platina-, Kanadában és az Egyesült Királyságban aranylemez.
Zeneileg az album két részre osztható. Az 1–5 hard rock-dalok egymáshoz nem kapcsolódnak. A 6. és 9. szám Perry Farrell barátja emlékének van szentelve, aki 1987-ben halt meg heroin-túladagolásban. A Then She Did dal Farrell édesanyjának öngyilkosságára utal. A Three Days és Then She Did dalokon nagyban felfedezhető a progresszív rock hatása.
Az album 453. lett a Rolling Stone magazin Minden idők 500 legjobb albuma listáján. Szerepel az 1001 lemez, amit hallanod kell, mielőtt meghalsz című könyvben.

## Az album dalai
|    | Cím                  | Szerző(k)                                                | Hossz |
| -- | -------------------- | -------------------------------------------------------- | ----- |
| 1. | Stop!                | Perry Farrell, Dave Navarro, Eric Avery, Stephen Perkins | 4:14  |
| 2. | No One’s Leaving     | Farrell, Navarro, Avery, Perkins                         | 3:01  |
| 3. | Ain't No Right       | Farrell, Navarro, Avery, Perkins                         | 3:34  |
| 4. | Obvious              | Farrell, Navarro, Avery, Perkins                         | 5:55  |
| 5. | Been Caught Stealing | Farrell, Navarro, Avery, Perkins                         | 3:34  |
| 6. | Three Days           | Farrell, Navarro, Avery, Perkins                         | 10:48 |
| 7. | Then She Did…        | Farrell, Navarro, Avery, Perkins                         | 8:18  |
| 8. | Of Course            | Farrell, Navarro, Avery, Perkins                         | 7:02  |
| 9. | Classic Girl         | Farrell, Navarro, Avery, Perkins                         | 5:07  |

## Közreműködők

### Jane’s Addiction
- Perry Farrell – ének
- Dave Navarro – gitár
- Eric Avery – basszusgitár
- Stephen Perkins – dob

### További zenészek
- Charlie Bisharat – hegedű (Of Course), elektromos hegedű (Then She Did…)
- Ronnie S. Champagne – basszusgitár (Of Course)
- John Philip Shenale – vonósok (Then She Did…)
- Geoff Stradling – zongora (Obvious)

## Fordítás
Ez a szócikk részben vagy egészben a Ritual de lo habitual című angol Wikipédia-szócikk ezen változatának fordításán alapul.  Az eredeti cikk szerkesztőit annak laptörténete sorolja fel. Ez a jelzés csupán a megfogalmazás eredetét és a szerzői jogokat jelzi, nem szolgál a cikkben szereplő információk forrásmegjelöléseként.